# Leptostylopsis albofasciatus
Leptostylopsis albofasciatus är en skalbaggsart som först beskrevs av Fisher 1926.  Leptostylopsis albofasciatus ingår i släktet Leptostylopsis och familjen långhorningar.
Artens utbredningsområde är Kuba. Inga underarter finns listade i Catalogue of Life.